# Sasha DiGiulian
Sasha DiGiulian (* 23. října 1992 Alexandria, Virginie) je americká sportovní lezkyně a bývalá reprezentantka, vicemistryně světa a mistryně Severní Ameriky v boulderingu, mistryně Severní Ameriky a USA v lezení na obtížnost, první americká lezkyně která přelezla cestu obtížnosti 9a.

## Výkony a ocenění
- 2010: nominace na ocenění Salewa Rock Award
- 2011: vítězka ocenění Salewa Rock Award
- 2010-2012: mistryně USA v lezení na obtížnost
- 2012: mistryně Severní Ameriky (obtížnost i bouldering)
- 2012: první americká lezkyně, která přelezla cestu obtížnosti 9a (Pure Imagination, 5.14d)
- mistryně a juniorská mistryně severní Ameriky

### Skalní lezení
- 2012: Pure Imagination, 9a, Red River Gorge, Kentucky
- 2012: Era Bella, 9a Margalef, Španělsko[2]

### Závodní výsledky
| Arco Rock Master | Arco Rock Master | Arco Rock Master | Arco Rock Master |
| Rok              | 2010*            | 2011*            | 2012             |
| ---------------- | ---------------- | ---------------- | ---------------- |
| Obtížnost        | 18               | —                | 9                |
| Duel             | —                | 3                | —                |

* v roce 2010 byla rozšířená nominace jako příprava na MS
* v roce 2011 se do duelu postupovalo z MS
| Mistrovství světa | Mistrovství světa |
| Rok               | 2011              |
| ----------------- | ----------------- |
| Obtížnost         | 8                 |
| Rychlost          | 53                |
| Bouldering        | 2                 |

| Světový pohár | Světový pohár | Světový pohár | Světový pohár | Světový pohár |
| Rok           | 2009          | 2010          | 2011          | 2012          |
| ------------- | ------------- | ------------- | ------------- | ------------- |
| Obtížnost     | 27            | 0             | 16            | 19            |
| jednotlivě*   | ,17,25,       | ,32,          | ,7,6,8,       | ,6,6,         |
|               |               |               |               |               |
| Bouldering    | —             | —             | 52            | —             |
| jednotlivě*   | —             | —             | ,15,          | —             |
|               |               |               |               |               |
| Kombinace     | —             | —             | 17            | —             |

* Pozn.: nalevo jsou poslední závody v roce
| Mistrovství Severní Ameriky | Mistrovství Severní Ameriky |
| Rok                         | 2012                        |
| --------------------------- | --------------------------- |
| Obtížnost                   | 1                           |
| Rychlost                    | 9                           |
| Bouldering                  | 1                           |

| Mistrovství USA | Mistrovství USA | Mistrovství USA | Mistrovství USA | Mistrovství USA | Mistrovství USA |
| Rok             | 2009            | 2010            | 2011            | 2012            | 2014            |
| --------------- | --------------- | --------------- | --------------- | --------------- | --------------- |
| Obtížnost       | 3               | 1               | 1               | 1               | 2               |
| Bouldering      |                 |                 | 3               |                 |                 |

| Mistrovství světa juniorů | Mistrovství světa juniorů | Mistrovství světa juniorů | Mistrovství světa juniorů | Mistrovství světa juniorů | Mistrovství světa juniorů |
| Rok                       | 2007 kat B                | 2008 kat A                | 2009 kat A                | 2010 juniorky             | 2011 juniorky             |
| ------------------------- | ------------------------- | ------------------------- | ------------------------- | ------------------------- | ------------------------- |
| Obtížnost                 | 3                         | 4                         | 4                         | 4                         | 3                         |